# Västra Alstad
Västra Alstad är och en bebyggelse i Trelleborgs kommun och en kyrkby i Västra Alstads socken på Söderslätt i Skåne. Området avgränsades före 2015 till en småort för att därefter räknas som en del av tätorten Alstad.
Här ligger Västra Alstads kyrka.